# Yolande Donlan
Yolande Donlan (Jersey City, 2 giugno 1920 – Londra, 30 dicembre 2014) è stata un'attrice statunitense.

## Biografia
Suo padre era l'attore James Donlan, che lavorò a Hollywood come caratterista negli anni '30 e che morì a soli 49 anni nel 1938. 
L'attrice debuttò nel 1940 nel film L'errore del dio Chang. In Notti di terrore (1940) recitò con Bela Lugosi. Nel 1947 ottenne riscontro a teatro con Born Yesterday di Garson Kanin. Dal 1944 al 1954 fu sposata con Phillip Truex.
A partire dal 1949 lavorò esclusivamente nel Regno Unito, recitando in otto film con il regista Val Guest, che sarà suo marito dal 1954 al 2006 (anno della morte di lui). 
La sua ultima apparizione cinematografica risale al 1976 nel film Sette notti in Giappone. Nel 1981 apparve in televisione in Sunday Night Thriller.
Dopo il ritiro, avvenuto nel 1985, visse in California con il marito, deceduto nel 2006. In seguito visse a Londra, dove morì nel 2014 all'età di 94 anni.

## Filmografia parziale

### Cinema
- L'errore del dio Chang (Turnabout), regia di Hal Roach (1940)
- Notti di terrore (The Devil Bat), regia di Jean Yarborough (1940)
- Dark Streets of Cairo, regia di Leslie Kardos (1940)
- Under Age, regia di Edward Dmytryk (1941)
- Miss Pilgrim's Progress, regia di Val Guest (1949)
- Traveller's Joy, regia di Ralph Thomas (1949)
- The Body Said No!, regia di Val Guest (1950)
- Alto comando: operazione uranio (Mr Drake's Duck), regia di Val Guest (1951)
- Penny Princess, regia di Val Guest (1952)
- They Can't Hang Me, regia di Val Guest (1955)
- Tarzan e il safari perduto (Tarzan and the Lost Safari), regia di Bruce Humberstone (1957)
- Espresso Bongo (Expresso Bongo), regia di Val Guest (1959)
- Scotland yard: mosaico di un delitto (Jigsaw), regia di Val Guest (1962)
- Incubo sulla città (80,000 Suspects), regia di Val Guest (1963)
- L'ultimo avventuriero (The Adventurers), regia di Lewis Gilbert (1970)
- Sette notti in Giappone (Seven Nights in Japan), regia di Lewis Gilbert (1976)

### Televisione
- Douglas Fairbanks, Jr., Presents – serie TV, un episodio (1956)
- Theatre Night – serie TV, 2 episodi (1957, 1959)
- Brian Rix Presents ... – serie TV, un episodio (1966)
- Sunday Night Thriller – serie TV, un episodio (1981)

## Teatro
- 1942 - Goodnight Ladies, Blackstone Theatre, Chicago.
- 1944 - School for Brides, Royale Theatre, New York.
- 1947 - Born Yesterday, Garrick Theatre, Londra.
- 1948 - Rocket to the Moon, St Martin's Theatre, Londra.
- 1948 - Cage me a Peacock, Strand Theatre, Londra.
- 1950 - To Dorothy, a Son, Savoy Theatre, Londra.
- 1953 - Redheaded Blonde, Vaudeville Theatre, Londra.
- 1954 - It's Different for Men, Golders Green Hippodrome, Londra.
- 1957 - Olive Ogilvy, Aldwych Theatre, Londra.
- 1958 - The Rainmaker, Olympia Theatre, Dublino.
- 1959 - Suddenly it's Spring, Duke of Yorks, Londra.
- 1965 - Dear Wormwood, Golders Green Hippodrome, London.
- 1971 - Chorus of Murder, Edimburgo.
- 1972 - Cut-Throat, Theatre Royal, Windsor.